# Le Projet Blair Witch
Série Blair Witch
Blair Witch 2 : Le Livre des ombres
(2000)
Pour plus de détails, voir Fiche technique et Distribution.
Le Projet Blair Witch (The Blair Witch Project), ou Le Projet Blair au Québec, est un film d'horreur indépendant américain de genre « found footage » écrit et réalisé par Daniel Myrick et Eduardo Sánchez, sorti en 1999.
Jouant sur la tension psychologique et l'imagination du spectateur, plutôt que sur les effets spéciaux coûteux, ce long métrage est le deuxième film le plus rentable de l'histoire, avec un budget de 60 000 $ pour une recette au box-office mondial de 248 639 099 $, soit un retour sur investissement de 414 300 %.

## Synopsis
En octobre 1994, trois étudiants en cinéma, Heather, Mike et Josh réalisent un documentaire sur la légende de la sorcière de Blair. Ils se rendent à Burkittsville dans le Maryland, et interrogent les habitants. Ceux-ci évoquent Rustin Parr, un ermite qui vivait dans les bois dans les années 1940 et qui a enlevé et assassiné sept enfants. Le lendemain de leur arrivée, les trois jeunes explorent les bois au nord de Burkittsville. Ils rencontrent deux pêcheurs dont l'un les avertit que les bois sont hantés. Ils se rendent ensuite à Coffin Rock, où cinq hommes ont été assassinés de façon rituelle au XIXe siècle, sans que l'on retrouve les corps. Le groupe campe pour la nuit.
Le lendemain, ils s'enfoncent dans les bois. Ils repèrent ce qui semble être un ancien cimetière avec sept petits cairns et établissent un campement à proximité. Durant la nuit, des brindilles d'arbres craquent dans toutes les directions, mais les jeunes supposent que les bruits proviennent d'animaux ou d'habitants de la région. Au matin, ils tentent de marcher jusqu'à la voiture mais sont incapables de la retrouver avant la tombée de la nuit. Ils entendent de nouveau les brindilles, mais n'identifient pas la source des bruits.
Le matin suivant, ils découvrent trois cairns autour de la tente. Les jeunes reprennent leur marche ; la carte de Heather disparaît ; Mike révèle plus tard qu'il l'a jetée dans un ruisseau la veille, par frustration, ce qui déclenche la colère d'Heather et de Josh. Désormais perdus, les trois jeunes se dirigent vers le sud. Ils arrivent à un endroit où de nombreuses figurines humanoïdes sont suspendues aux arbres. Ils entendent de nouveau des bruits étranges cette nuit-là, y compris ceux d'enfants qui rient. Lorsqu'une force inconnue secoue la tente, les trois paniquent et se cachent dans les bois jusqu'à l'aube.
De retour sous la tente, leurs biens ont été fouillés, et l'équipement de Josh est couvert de vase et d'une étrange substance bleue. En continuant leur chemin, les jeunes se rendent compte qu'ils ont marché en rond, bien qu'ils se soient dirigés vers le sud toute la journée. Ils sont contraints de camper à nouveau. Josh craque nerveusement, s'en prenant à Heather puis disparaît le lendemain matin. Heather et Mike le cherchent en vain. Cette nuit-là, ils entendent les cris d'agonie de Josh dans l'obscurité, mais sont incapables de le localiser. Mike et Heather pensent que les cris de Josh sont une invention de la sorcière pour les faire sortir de leur tente.
Le lendemain, à l'extérieur de la tente, Heather découvre des bâtons attachés avec un morceau de tissu de la chemise appartenant à Josh. Elle trouve aussi du sang, des dents et des cheveux et ce qui semble être un morceau de sa langue. Bien que désemparée par cette découverte, elle ne le dit pas à Mike. Ce soir-là, elle se filme pour s'excuser auprès de sa famille et celles de Mike et de Josh, assumant l'entière responsabilité de leur situation difficile.
Au cours de la nuit, ils entendent à nouveau les appels à l'aide de Josh ; ils les suivent jusqu'à une maison abandonnée. La maison présente sur les murs des symboles et des empreintes de mains d'enfants sanglantes. Alors qu'ils cherchent Josh à l'étage, Mike dit qu'il l'entend au sous-sol et s'y dirige. Dans le même temps, Heather, déboussolée, essaie de le suivre. En arrivant au sous-sol, Mike semble soudainement être engagé dans une lutte avec une force invisible, laissant tomber sa caméra vidéo. Heather arrive en criant et sa caméra filme Mike tourné face contre un mur dans un coin. La force invisible attaque alors Heather, ce qui l'oblige à laisser tomber sa caméra et la réduit au silence. La séquence continue pendant un moment, puis se termine.

## Fiche technique
Sauf indication contraire ou complémentaire, les informations mentionnées dans cette section proviennent du générique de fin de l'œuvre audiovisuelle présentée ici.
- Titre original : The Blair Witch Project
- Titre français : Le Projet Blair Witch
- Titre québécois : Le Projet Blair
- Réalisation : Daniel Myrick et Eduardo Sánchez
- Scénario : Daniel Myrick et Eduardo Sánchez
- Musique : Tony Cora
- Direction artistique : Ben Rock
- Photographie : Neal Fredericks
- Son : Dana Meeks
- Montage : Daniel Myrick et Eduardo Sánchez
- Production : Gregg Hale, Robin Cowie, Michael Monello, Bob Eick et Kevin J. Foxe
- Société de production : Artisan Entertainment et Haxan Films
- Société de distribution : Studiocanal
- Budget : 60 000 dollars[2]
- Pays de production :  États-Unis
- Langue originale : anglais
- Format : noir et blanc / couleur - 1,78:1[3] - 16 mm[3] - Dolby Surround[4]
- Genre : horreur
- Durée : 81 minutes
- Dates de sortie[5] :
  - États-Unis : 30 juillet 1999 (Festival du film de Sundance) ; 14 juillet 1999 (sortie limitée) ; 30 juillet 1999 (sortie nationale)
  - Québec : 30 juillet 1999
  - France : 28 juillet 1999
  - Belgique : 20 octobre 1999
- Classification :
  - France : interdit aux moins de 12 ans lors de sa sortie en salles et aux moins de 16 ans à la télévision[réf. nécessaire]

## Distribution
- Heather Donahue (VF : Julie Dumas ; VQ : Camille Cyr-Desmarais) : Heather Donahue
- Joshua Leonard (VF : Thomas Roditi ; VQ : Benoit Éthier) : Joshua « Josh » Leonard
- Michael C. Williams (VF : Yann Le Madic ; VQ : Martin Watier) : Michael « Mike » Williams
- Bob Griffin : le pêcheur interviewé
- Jim King : l'interviewé
- Sandra Sánchez : la serveuse
- Ed Swanson : le pêcheur avec des lunettes
- Patricia DeCou : Mary Brown
- Mark Mason : l'homme au chapeau jaune
- Susie Gooch : l'interviewée avec son enfant (créditée Jackie Hallex)

Version française réalisée par Alter Ego ; direction artistique : François Dunoyer ; adaptation des dialogues : Jacqueline Cohen
Version québécoise réalisée par Cinélume ; direction artistique : Claudine Chatel
 Source et légende : version québécoise (VQ) sur Doublage.qc.ca

## Production

### Tournage
Le tournage s'est déroulé à Adamstown, Brunswick, Gaithersburg, Granite, Ellicott City (la maison, dans la scène finale), Rockville et Wheaton (le départ de la maison de Josh), dans le Maryland.

### Musique
- Rigors, interprété par Digginlilies
- The Ballad of Gilligan's Isle, composé par George Wyle et Sherwood Schwartz
- America The Beautiful, composé par Samuel A. Ward et interprété par Joshua Leonard
- The Star Spangled Banner, composé par John Stafford Smith et interprété par Joshua Leonard et Michael C. Williams
- God is God, interprété par Laibach

## Accueil

### Accueil critique
Le film a obtenu globalement des critiques très favorables. Il recueille 87 % de critiques positives, avec un score moyen de 7,7/10 et sur la base de 154 critiques collectées, sur le site Rotten Tomatoes. Sur Metacritic, il obtient un score de 81/100, sur la base de 33 critiques collectées.

### Box-office
| Pays ou région        | Box-office      | Date d'arrêt du box-office | Nombre de semaines |
| --------------------- | --------------- | -------------------------- | ------------------ |
| États-Unis Canada     | 140 539 099 $   | 4 novembre 1999            | 16                 |
| France                | 861 461 entrées | 19 octobre 1999            | 12                 |
| Total hors États-Unis | 108 100 000 $   | -                          | -                  |
| Total mondial         | 248 639 099 $   | -                          | -                  |

Le film est un énorme succès commercial au box-office et rembourse plusieurs milliers de fois son budget de 60 000 dollars ; il a récolté 140 539 099 dollars en Amérique du Nord et 248 639 099 dollars de recettes mondiales. En France, il a cumulé 861 461 entrées.

## Distinctions
Entre 1999 et 2014, Le Projet Blair Witch a été sélectionné de nombreuses nominations et récompenses,,

### Récompenses
| Année | Évènement                                                                                 | Prix                                                                      | Lauréat(es) |
| ----- | ----------------------------------------------------------------------------------------- | ------------------------------------------------------------------------- | --- |
| 1999  | Festival de Cannes                                                                        | Prix de la jeunesse - Film étranger                                       | Daniel Myrick et Eduardo Sánchez |
| 1999  | Festival international du film de Catalogne                                               | Mention spéciale                                                          | Daniel Myrick et Eduardo Sánchez (pour revitaliser le cinéma fantastique indépendant.)                                                                           |
| 1999  | Festival international du film fantastique de Puchon                                      | Prix du choix des internautes                                             | Daniel Myrick et Eduardo Sánchez |
| 1999  | Golden Trailer Awards                                                                     | Golden Trailer de la meilleure bande-annonce d'un film d'horreur-thriller | - |
| 1999  | Golden Trailer Awards                                                                     | Golden Trailer de la meilleure voix off                                   | - |
| 1999  | The Stinkers Bad Movie Awards                                                             | Stinker Award de la plus grande déception                                 | - |
| 2000  | Association du cinéma et de la télévision en ligne (Online Film & Television Association) | Prix du film OFTA de la meilleure performance féminine                    | Heather Donahue |
| 2000  | Association du cinéma et de la télévision en ligne (Online Film & Television Association) | Prix du film OFTA du meilleur site officiel de film                       | - |
| 2000  | Cercle des critiques de cinéma de Floride                                                 | Prix de l’Orange d'Or                                                     | Daniel Myrick, Eduardo Sánchez, Robin Cowie, Gregg Hale et Michael Monello (pour avoir fait avancer la cause des cinéastes de Floride et du cinéma indépendant.) |
| 2000  | Csapnivaló Awards                                                                         | Ardoise d’or du meilleur film d'horreur                                   | - |
| 2000  | Csapnivaló Awards                                                                         | Ardoise d’or du meilleur film                                             | - |
| 2000  | Guilde des producteurs d'Amérique                                                         | Prix Nova des producteurs de film les plus prometteurs                    | Robin Cowie et Gregg Hale |
| 2000  | Prix Esprit du film indépendant                                                           | Prix Esprit du meilleur premier long métrage de moins de 500 000 $        | Daniel Myrick, Eduardo Sánchez, Gregg Hale et Robin Cowie |
| 2000  | Prix Fangoria Chainsaw                                                                    | Prix Chainsaw de la meilleure actrice                                     | Heather Donahue |
| 2000  | Prix Razzie                                                                               | Prix Razzie de la pire actrice                                            | Heather Donahue |
| 2000  | Prix Yoga (Yoga Awards)                                                                   | Prix Yoga du pire film étranger                                           | Daniel Myrick et Eduardo Sánchez |
| 2000  | Société des critiques de films en ligne                                                   | Prix OFCS des dix meilleurs films de l'année                              | 10e place |
| 2000  | Société des critiques de films en ligne                                                   | Prix OFCS du meilleur site officiel pour un film                          | https://www.blairwitch.com/ |
| 2014  | Prix Yoga (Yoga Awards)                                                                   | Prix spécial - 25e anniversaire                                           | Daniel Myrick et Eduardo Sánchez |

### Nominations et sélections
| Année | Évènement                                                                                 | Catégorie                                                                         | Nommé(es)                        |
| ----- | ----------------------------------------------------------------------------------------- | --------------------------------------------------------------------------------- | -------------------------------- |
| 1999  | Festival de Cannes                                                                        | Prix de la Confédération internationale des cinémas d'art et d'essai (C.I.C.A.E.) | Daniel Myrick et Eduardo Sánchez |
| 1999  | Festival de Cannes                                                                        | Caméra d'or                                                                       | Daniel Myrick et Eduardo Sánchez |
| 1999  | Festival international du film de Catalogne                                               | Meilleur film                                                                     | Daniel Myrick et Eduardo Sánchez |
| 1999  | Festival international du film fantastique de Puchon                                      | Le meilleur de Puchon                                                             | Daniel Myrick et Eduardo Sánchez |
| 1999  | Golden Trailer Awards                                                                     | Bande-annonce la plus originale                                                   | -                                |
| 1999  | Prix Bram-Stoker                                                                          | Meilleur scénario                                                                 | Daniel Myrick et Eduardo Sánchez |
| 1999  | Prix du cinéma indépendant britannique                                                    | Meilleur film étranger indépendant - Langue anglaise                              | -                                |
| 1999  | The Stinkers Bad Movie Awards                                                             | Pire film                                                                         | -                                |
| 1999  | The Stinkers Bad Movie Awards                                                             | Pire actrice                                                                      | Heather Donahue                  |
| 2000  | Académie des films de science-fiction, fantastique et d'horreur                           | Meilleur film d'horreur                                                           | -                                |
| 2000  | Association du cinéma et de la télévision en ligne (Online Film & Television Association) | Meilleur premier long métrage                                                     | Daniel Myrick et Eduardo Sánchez |
| 2000  | Blockbuster Entertainment Awards (Prix du divertissement à succès)                        | Actrice préférée - Nouveau venu (Internet uniquement)                             | Heather Donahue                  |
| 2000  | Blockbuster Entertainment Awards (Prix du divertissement à succès)                        | Acteur préféré - Nouveau venu (Internet uniquement)                               | Joshua Leonard                   |
| 2000  | Blockbuster Entertainment Awards (Prix du divertissement à succès)                        | Acteur préféré - Nouveau venu (Internet uniquement)                               | Michael C. Williams              |
| 2000  | Csapnivaló Awards                                                                         | Meilleur scénario                                                                 | Daniel Myrick et Eduardo Sánchez |
| 2000  | Csapnivaló Awards                                                                         | Meilleur film à petit budget                                                      | -                                |
| 2000  | Guilde internationale de l'horreur                                                        | Meilleur film                                                                     | -                                |
| 2000  | MTV Movie Awards                                                                          | Meilleure scène d'action                                                          | Pour la séquence de fin          |
| 2000  | Prix des arts médiatiques Latino Américain                                                | Meilleur réalisateur pour un long métrage                                         | Eduardo Sánchez                  |
| 2000  | Prix Fangoria Chainsaw                                                                    | Pire film                                                                         | -                                |
| 2000  | Prix Fangoria Chainsaw                                                                    | Meilleur film à large diffusion                                                   | -                                |
| 2000  | Prix Fangoria Chainsaw                                                                    | Meilleur acteur dans un second rôle                                               | Joshua Leonard                   |
| 2000  | Prix Razzie                                                                               | Pire film                                                                         | -                                |
| 2000  | Société des critiques de films en ligne                                                   | Meilleure actrice                                                                 | Heather Donahue                  |
| 2000  | Société des critiques de films en ligne                                                   | Meilleur début                                                                    | Daniel Myrick et Eduardo Sánchez |
| 2000  | Société des critiques de films en ligne                                                   | Nommé au Prix spécial                                                             | http://www.blairwitch.com        |

## Marketing et méthode
Le Projet Blair Witch se démarque également des autres films du genre par l'approche marketing de la production. Le film a en effet connu un succès phénoménal en raison d'un marketing original sur Internet, où furent diffusées des rumeurs faisant passer le film comme un authentique documentaire et suggérant une réelle disparition des trois protagonistes,. Il est l'un des premiers films dont la publicité s'est faite par viralité.
Un documenteur qui s’intitule Curse of the Blair Witch (qu’on peut traduire par « La malédiction de la sorcière de Blair ») fut diffusé à la télévision sur la chaine Syfy en 1999 juste avant la sortie du film. Il détaille la légende de la sorcière de Blair et parle de la disparition des étudiants du point de vue de personnes externes au travers d’interviews.
Les acteurs du film furent dirigés selon une méthode ne leur donnant que très peu d'indications : « Vous êtes trois étudiants en cinéma réalisant un documentaire sur la légende de la sorcière de Blair. » Deux caméras leur furent fournies, la première pour le tournage du documentaire, la seconde pour le tournage du « making-of ». Le script laissait presque toute liberté aux acteurs. Les figurants interviewés étaient presque exclusivement des habitants de Blair et les rapports entre les acteurs et l'équipe de réalisation furent réduits au minimum, celle-ci ne fournissant aucune image et ne jouant qu'un rôle de médiateur. La seule véritable tâche de l'équipe de production était de diriger les acteurs dans la bonne direction et de monter le film avec le seul matériel tourné par les acteurs. Il en résulte une production très proche du style documentaire.
Le 29 mars 2019, Heather Donahue publie sur son compte Facebook des photos de son script et des instructions qui lui ont été données sur papier pour interpréter son rôle.
Le coût de production du film fut évalué à 25 000 dollars dans un premier temps mais des scènes ont été retournées et la musique réenregistrée à la demande d'Artisan Entertainment, le coût final de production se situerait donc entre 50 000 dollars et 75 000 dollars.
Pour les 25 ans du film, une refondation complète du film est préparée pour sortir en octobre 2024, réhabilitant du même coup les acteurs du film, ceux-ci ayant eu l'impression d'avoir été spoliés financièrement mais aussi moralement après sa diffusion ultérieure le 14 juillet 1999.

## Influences et films similaires
La méthode consistant à inclure la caméra et l'équipe de tournage dans le scénario n'est pas totalement nouvelle. Peter Watkins l'a utilisé dans pratiquement tous ses films et documentaires dès 1964 avec La Bombe et notamment pour La Bataille de Culloden ou Punishment Park entre autres. Les cinéastes danois du Dogme ont également utilisé cette technique, tout comme les Belges de C'est arrivé près de chez vous.
Le Projet Blair Witch partage de nombreux points communs avec The Last Broadcast (1998), écrit et dirigé par Stefan Avalos et Lance Weiler. Il s'agit pour les deux films de personnes partant à la recherche de figures mythiques et qui finissent par s'évanouir dans la nature. Les fins sont cependant différentes. Il est malaisé de définir si un film a influencé l'autre ou s'ils furent conçus isolément. Projet Blair Witch puise également dans Massacre à la tronçonneuse (1974), en ce qui concerne les assemblages d'ossements comme marque de rituel morbide et de transgression.
On peut également citer Cannibal Holocaust, sorti en 1980. Dans ce double documentaire fictif (la première partie est filmé objectivement, la seconde subjectivement et projetée à des acteurs sur un banc de montage et en salle), une équipe de journalistes part à la recherche d'une tribu cannibale au cœur de la jungle amazonienne. Ayant découvert les anthropophages, les membres de l'équipe journalistique font preuve d'horribles traitements envers les indigènes et d'un manque d'éthique professionnelle, finalement ils finissent par se faire capturer et dévorer. Ce film, bien avant le Projet Blair Witch, basa également son marketing sur la pseudo-disparition des acteurs, le réalisateur leur ayant demandé de rester à l'écart de tout contact (famille, amis…) au retour du tournage. La rumeur grandit rapidement, à un point qu'un procès fut intenté contre le réalisateur, procès au cours duquel il dut démontrer le caractère inoffensif des trucages utilisés (notamment la scène de la femme empalée).
Les Documents interdits, une série de treize courts-métrages parodiques de documentaires s'appuyant sur de prétendus phénomènes surnaturels ou inexpliqués réalisée par Jean-Teddy Filippe entre 1986 et 1989, reprend aussi le principe des cassettes vidéo retrouvées.
Un désormais traditionnel merchandising suivit ce succès, proposant des jeux vidéo et autres gadgets. Cela ne suffit pas pour promouvoir la suite, Le Livre des ombres, qui ne put retrouver l'inspiration du premier volet. Les distributeurs du film rejetèrent la faute sur le classement du film qui l'empêcha d'atteindre son public cible.
Le film espagnol Rec, sorti sur les écrans en avril 2008, adopte la méthode du reportage pour faire croire à l'authenticité du film. Le film Cloverfield montre, par les mêmes effets de caméra à l'épaule, l'arrivée d'une créature gigantesque dans les rues de New York.
Le film Paranormal Activity sorti en 2009 joue également avec des effets de caméra subjective. Un jeune couple décide d'installer un système de vidéo surveillance, soupçonnant leur maison d'être hantée par un démon, afin d’enregistrer d'éventuelles apparitions pendant leur sommeil.

## Dans la culture populaire
- Dans l'épisode des Simpson, Frère et sœur ennemis (dans la saison 14), Bart Simpson déclare "On va tourner en rond comme dans Le Projet Blair Witch !". Dans l'épisode Marge Folies (dans la saison 11), Seymour Skinner déclare "Et utilisez vos nouveaux caméscopes pour des projets variés! Je ne veux pas trente-deux Projets Blair Witch !". Dans l'épisode Coup de poker (épisode de la saison 15), la scène où Lisa pleure dans le grenier et se filme elle-même est une parodie de la scène culte du Projet Blair Witch où Heather Donahue s'enfuit effrayée en pleine nuit, caméra au poing. Dans l'épisode Tais-toi et danse ! (saison 11), quand Marge et Lisa sortent du magasin de camping dans lequel elles ont fait des achats, Marge dit "Avec ça Bart aura tout ce qu’il faut pour camper dans les bois. Du produit anti-moustiques, anti-sorcières ... (En VO elle parle du film)".
- Dans l'épisode 6 de la saison 2 de la série Charmed Un coup de baguette magique, la sorcière de l'épisode rencontre un homme perdu dans la forêt qui lui dit que ses amis et lui font un documentaire sur la sorcière de Blair. Plus tard, on voit les deux autres qui reprennent les paroles du film, avec une caméra à la main.
- Dans le film Borat, leçons culturelles sur l'Amérique au profit de la glorieuse nation du Kazakhstan, l'acteur principal, Sacha Baron Cohen, jouant le rôle d'un journaliste kazakh antisémite, loue une chambre pour la nuit dans un bed and breakfast aux États-Unis où il voyage. Discutant avec les propriétaires, il apprend qu'ils sont juifs. Très angoissé, il s'enferme dans sa chambre et fait face à l'objectif de sa camera comme l'héroïne sous sa tente dans Blair Witch. Persuadé que sa dernière heure est venue et que les juifs vont le tuer, il dit adieu à ses proches. Finalement, il s'enfuit de la maison en pleine nuit avec son compagnon quand deux cafards passent sous sa porte, en s'exclamant que ce sont les juifs déguisés.
- Le film inspira à la troupe d´humoristes Nous Ç Nous le sketch intitulé Projet Blaireaux.
- Le chanteur Don Choa fait référence à ce film et à beaucoup d'autres dans Docteur Hannibal.
- L'humoriste Kemar réalise une parodie intitulée "Le Projet Glaire Witch" avec le vidéaste Mr. Poulpe.
- Dans la série Bones, l'épisode 10 de la saison 2 « La Sorcière sans tête » comporte de nombreuses références au film.
- Lacrim fait référence a ce film sur le morceau "Jack's Music" du projet "faites entrer Lacrim".
- Le collectif de youtubers français What the film a fait une parodie du film dans leur sketch "Blair bitch project"
- Dans la vidéo du Joueur du Grenier sur Platoon & Metal Gear, celui-ci dit qu'il aurait plus de chance de retrouver son chemin dans la forêt du film de Blair Witch que dans la jungle du jeu.

## Suites
- Blair Witch 2 : Le Livre des ombres (2000)
- Blair Witch (2016)

## Jeux vidéo
Le film a également inspiré quatre jeux vidéo ;
- Blair Witch Volume 1: Rustin Parr (en) (2000), édité par Take 2 Interactive et développé par Terminal Reality sur Windows ;
- Blair Witch Volume 2: The Legend of Coffin Rock (en) (2000), édité par Gathering of Developers et développé par Human Head Studios sur Windows ;
- Blair Witch Volume 3: The Elly Kedward Tale (en) (2001), édité par Gathering of Developers et développé par Ritual Entertainment sur Windows ;
- Blair Witch (2019), édité par Lionsgate Games, développé par Bloober Team sur Xbox One et Windows.